# Pseudechis weigeli
Pseudechis weigeli — вид змій родини аспідові (Elapidae). Є ендеміком Австралії, мешкає у посушливих районах на півночі материка. Тіло сягає до 165 см завдовжки.